# Samuel Blatchford
Samuel Blatchford (ur. 9 marca 1820, zm. 7 lipca 1893) – amerykański prawnik. 
Prezydent Chester Arthur wysunął jego kandydaturę do Sądu Najwyższego Stanów Zjednoczonych 22 marca 1882 roku. Dwa tygodnie później uzyskała ona formalną akceptację Senatu Stanów Zjednoczonych. W Sądzie Najwyższym Stanów Zjednoczonych zasiadał przez ponad 11 lat do śmierci 7 lipca 1893 roku.